# 석파정 별당
석파정 별당(石坡亭 別堂)은 조선시대의 인물 흥선대원군 이하응의 별장인 석파정에 딸린 사랑채 건물이다. 원래 창의문 밖 종로구 부암동 산 16-1번지에 있었으나, 1958년에 서예가 소전(素筌) 손재형이 서울특별시 종로구 홍지동 125로 옮겼다. 1974년 1월 15일 서울특별시 유형문화재 제23호로 지정되었다.

## 사진

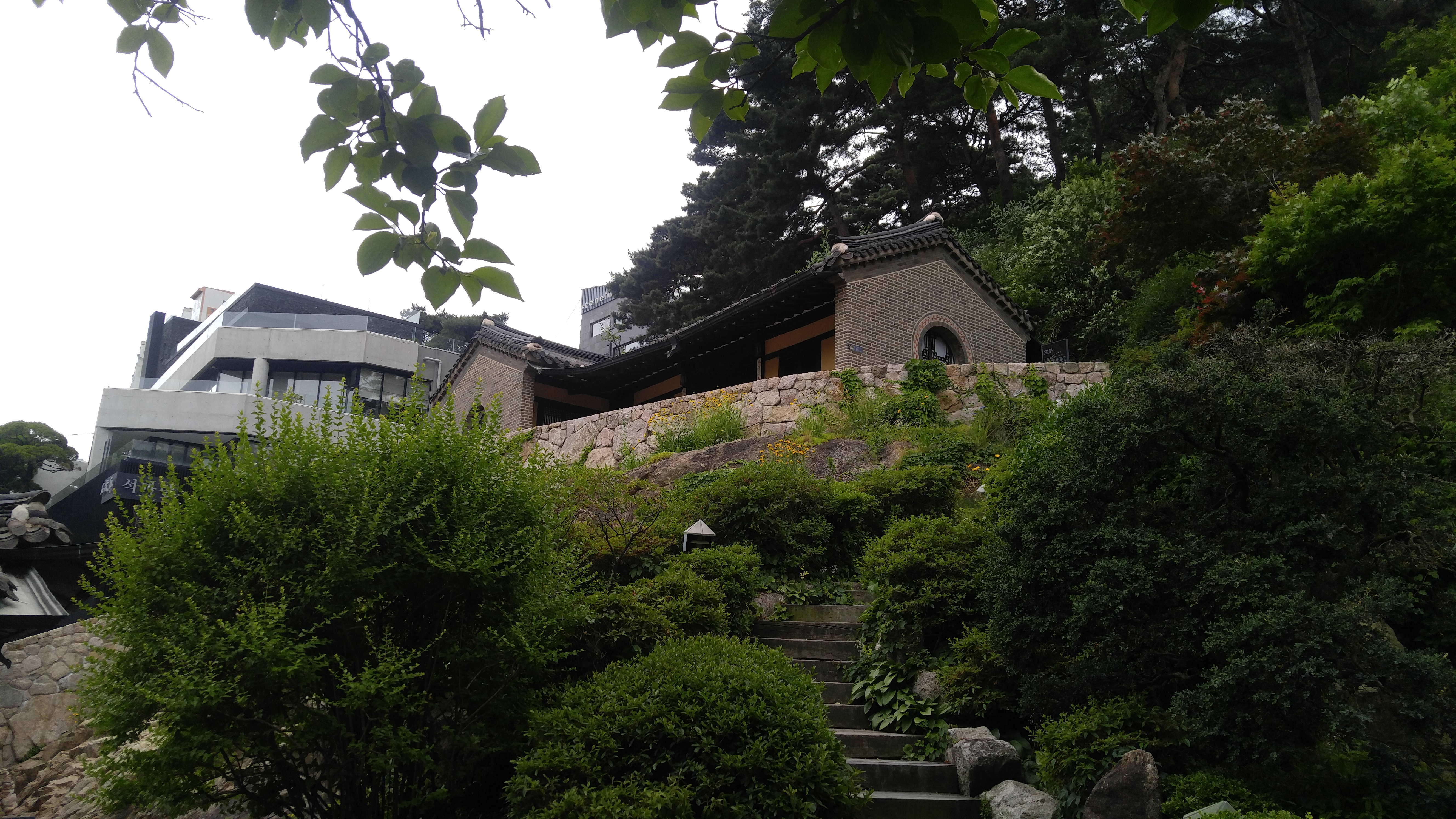
석파정 별당
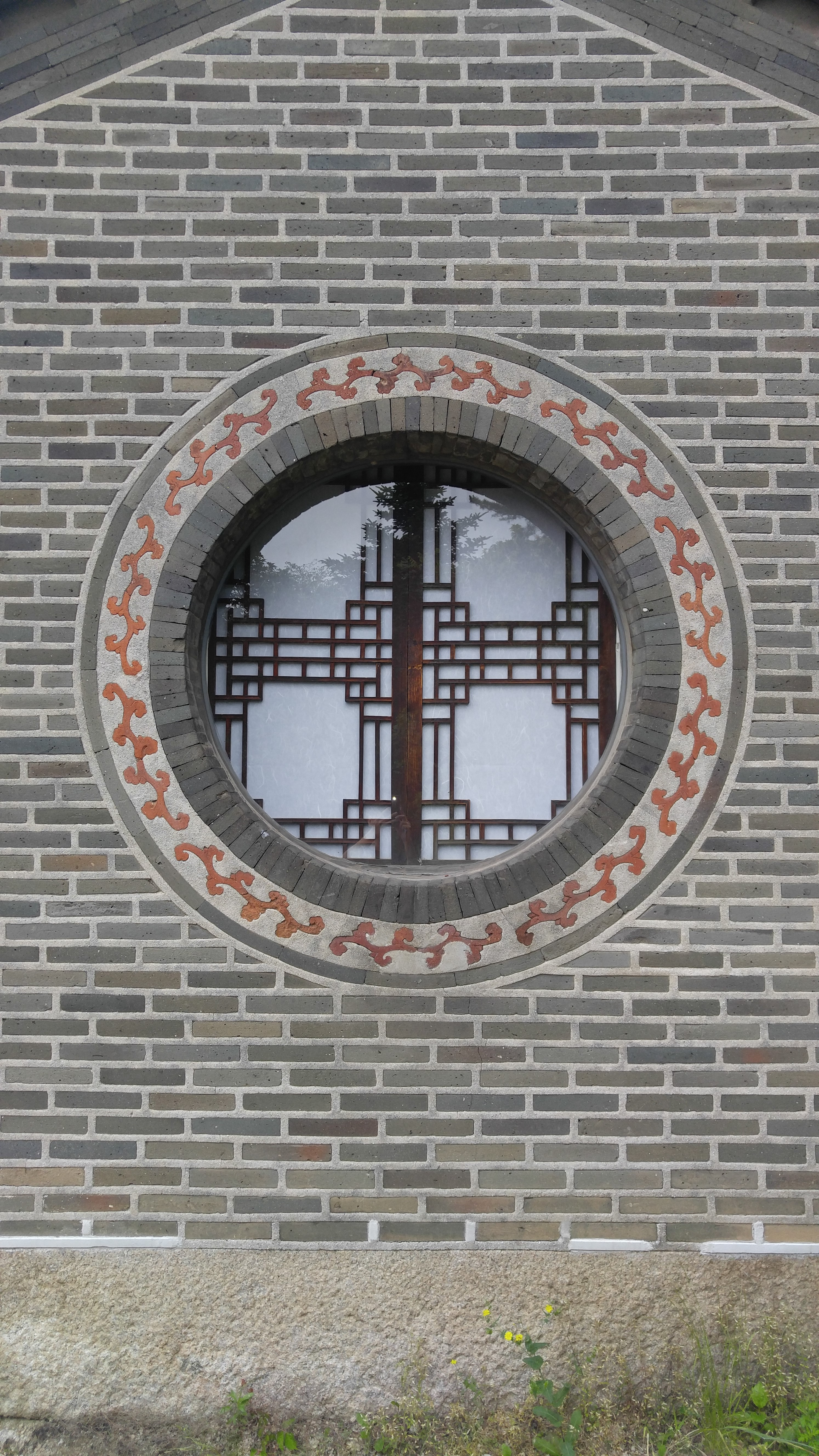
별당 원형창

## 같이 보기
- 석파정 - 서울특별시 유형문화재 제26호